# Институт глобальных экономических мер
Институт глобальных экономических мер (англ. Global Economic Action Institute (GEAI)) – вашингтонская неправительственная организация по международной финансово-экономической стабильности, в председательский совет которой входили политики, экономисты и религиозные деятели разных стран. 

## Концепция
Целью организации является международная финансово-экономическая стабильность через мировую налоговую и монетарную реорганизацию, а по утверждению самого Мун Сон Мёна, он создал организацию с целью пустить в обращение свободные, не находящиеся в обращении, деньги во благо мира. 
Институт глобальных экономических мер начал действовать с 1983 года. Среди наиболее известных - Президент Коста-Рики Монжа, Луис Альберто, министр финансов США Роберт Бернард Андерсон и лауреат Нобелевской премии по экономике Фридрих Хайек. , Премьер-министр Новой Зеландии Роберт Малдун. 

## Программы
В 1988 году в Тайбэе (Тайвань) Институт глобальных экономических мер провел пятидневный семинар по экономике и индустриализации с целью помочь встать на ноги развивающимся странам для государственных чиновников финансово-экономических ведомств и предпринимателей из 30 стран с участием министра финансов, министра экономики, министра иностранных дел, президента Центрального банка Тайваня; по окончании семинары был организован VIP-банкет по случаю успешного завершения семинара. Также на конференции выступал Президент Тайваня Ли Дэнхуэй с по своим премьер-министром Юй Гохуа.
В 1987 году финансовый эксперт Института глобальных экономических мер выступал в Конгрессе США, консультируя по вопросам реструктуризации экономики в Центральной Америке.
В 1990 году Институт глобальных экономических мер провел конференции на темы Монетарная политика США, Налоговая политика в США и Влияние политики США в Конгрессе США.
В 1993 году организация провела экономический симпозиум в Нью-Йорке по оживлению экономики Манхэттена в партнерстве со многими финансовыми институтами.
В 1995 году организация провела симпозиум в Нью-Йорке на тему Особенные трудности, с которыми сталкиваются семейные предприятия в эпоху глобальной экономики с выступлениями на нем знаменитых финансистов.

## Публикации
- An inquiry into the nature and causes of the wealth of Caribbean nations: A revision of the great work by Adam Smith, some 212 years later. (Исследования причины и природы благосостояния карибских стран: Пересмотр заслуг Адама Смита 212 лет спустя). Барри Левин. 1988[17].
- Towards a theoretical explanation of Taiwan's development with decreasing inequality. (На пути к теоретическому объяснению тайваньского развития с его убывающей непостоянностью). Чу Юн-пень. 1988.
- The Singapore Experience of Economic Growth and Its Relevance for Other Pacific Rim Nations (Опыт экономического роста Сингапура и его влияние на остальные страны Тихоокеанского бассейна). Жонхва Дзинь-йи.1989[18]
- Relations Between Democracy, Development and Security (Взаимосвязь между демократией, экономическим ростом и госбезопасностью). Говард Виарда. 1988.[19]
- The International Organizations and the International Debt Problem: The Next Steps (Международные организации и проблема международного долга: Следующие шаги). Рональд Вобель. 1985.
- International policy coordination: Economic cooperation or confrontation? The Challenge of the 90s (Координация международной политики: Экономическое сотрудничество или конфронтация? Выбор 90-х). 1989.
- Education Achievement and Economic Development in Taiwan (Достижения в образовании и экономический рост на Тайване). Чянь Фень-фу. 1988[20].